# 變色粗背鱂
變色粗背鱂，為輻鰭魚綱鯉齒目鰕鱂亞目鰕鱂科的其中一種，為熱帶淡水魚，分布於非洲馬達加斯加 Anjingo流域，體長可達5.5公分，棲息在岩石底質溪流淺水域，以昆蟲、蝦子為食，生活習性不明。

## 擴展閱讀
維基物種上的相關：變色粗背鱂